# Kinclaven (Civil Parish)

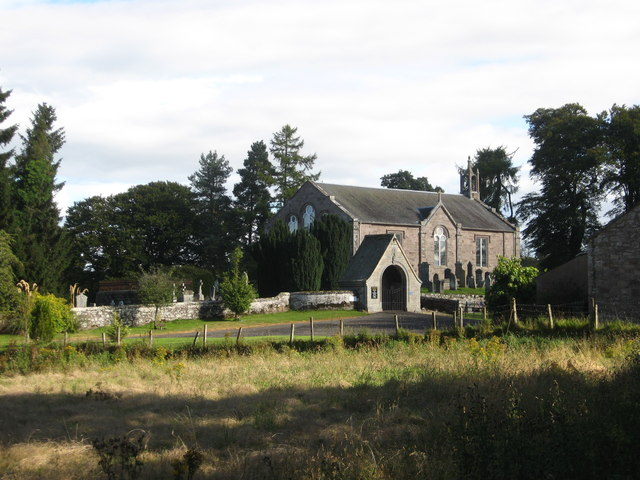
Die alte Pfarrkirche von Kinclaven

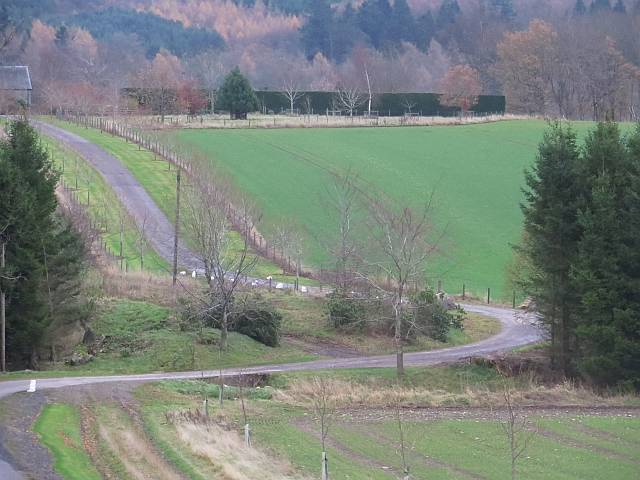
Landschaft im Nordosten

Kinclaven ist eine historische Verwaltungseinheit (Civil Parish) im Norden von Schottland. Vom Typ her handelt es sich um eine Gemeinde. Sie lag südwestlich von Blairgowrie und nördlich von Perth in der heutigen Region Perth and Kinross. In Bezug auf die traditionellen Grafschaften zählte Kinclaven zu Perthshire. Vier weitere Civil Parishes liegen angrenzend: Auchtergaven, Caputh, Cargill und Little Dunkeld.
Das Gebiet des Civil Parishes ist flach, dünn besiedelt und mit mehreren Wäldern bestanden. Es liegt westlich des rechten Ufers des Flusses Tay, der hier eine ausgedehnte Schleife nach Osten macht, und gegenüber der Einmündung des Isla.
Zu den Ortschaften zählen das namensgebende Kinclaven sowie Airntully und Ballathie. Überregional bekannt ist das, als Hotel genutzte, Ballathie House.
Die Orte des Civil Parishes kamen Ende des 20. Jahrhunderts an die Community Council Area Stanley.